# Pediobius geshnae
Pediobius geshnae är en stekelart som beskrevs av Peck 1985. Pediobius geshnae ingår i släktet Pediobius och familjen finglanssteklar. Inga underarter finns listade i Catalogue of Life.